# Hispano-Suiza Tipo 48

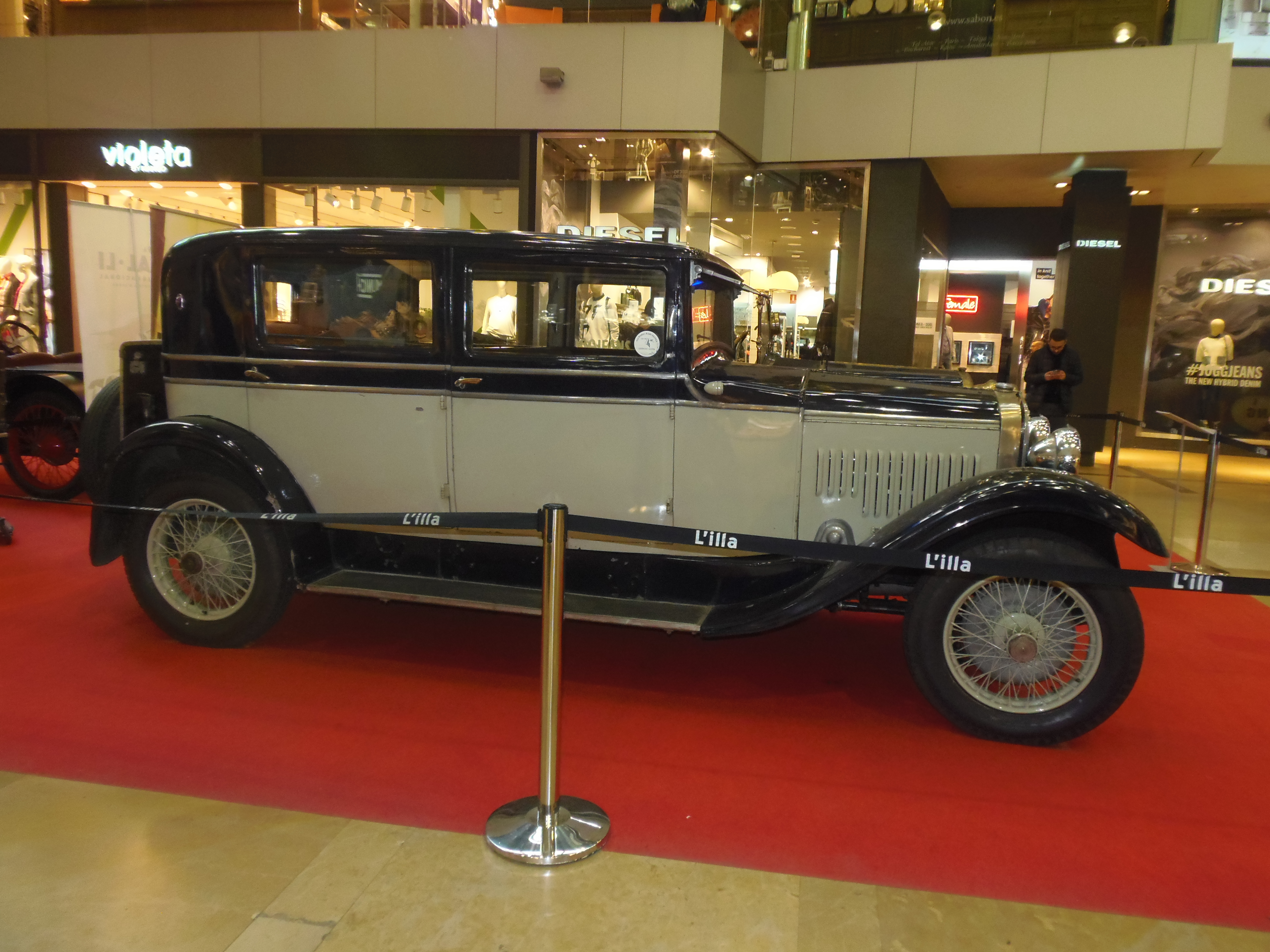
Seitenansicht

Der Hispano-Suiza Tipo 48 ist ein Pkw-Modell. La Hispano-Suiza stellte die Fahrzeuge im spanischen Barcelona her.

## Beschreibung
Der Wagen erschien 1924 als Nachfolger des Hispano-Suiza 16 HP. Die Produktion lief bis 1933. 
Es war das letzte Modell des Herstellers mit einem Vierzylindermotor. 85 mm Bohrung und 110 mm Hub ergaben 2497 cm³ Hubraum. Die Motoren hatten OHC-Ventilsteuerung. Das Getriebe hatte drei Gänge. Eine Quelle nennt 60 PS. Typisch für die damalige Zeit waren Frontmotor, Wasserkühlung, Kardanwelle und Hinterradantrieb.
Zur Wahl standen drei verschieden lange Radstände. Sie betrugen 275 cm, 325 cm und 337 cm. Als Aufbauten sind Limousine, Pullman-Limousine und Kastenwagen bekannt.